# ویکی‌پدیای فاروئی
ویکی‌پدیای فاروئی نسخه زبان فاروئی وب‌گاه ویکی‌پدیا است.
زبان فاروئی تا ۴ ژوئن ۲۰۱۲ با بیش از ۵٬۴۸۰ مقاله در رده صدوسی‌وهفت ویکی‌پدیاها قرار گرفته‌است.